# Training Within Industry

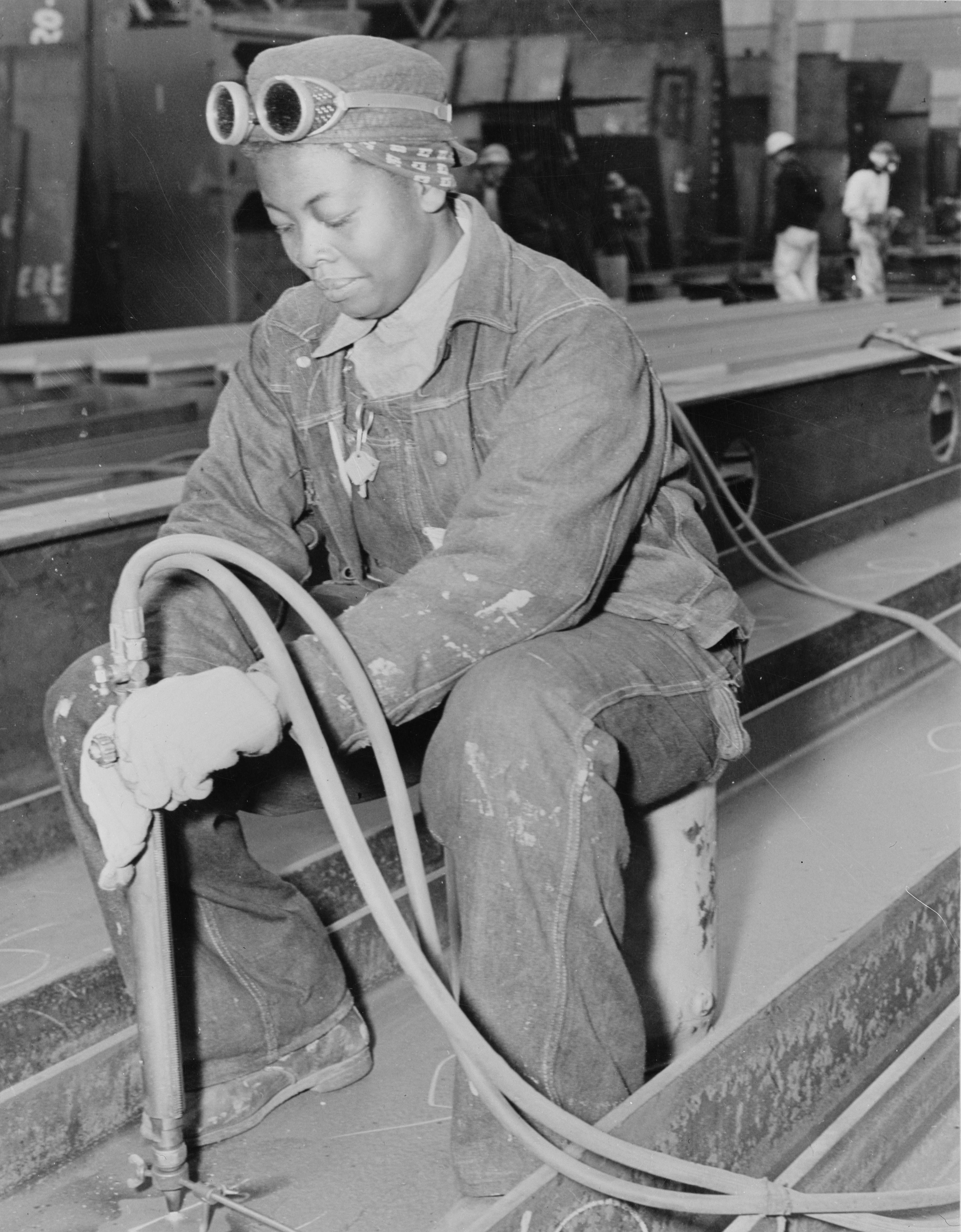
Un trabajador afroamericano contribuyó a la construcción del SS George Washington Carver, segundo barco Liberty con nombre negro, en el astillero Richmond Shipyard No. 1 de Kaiser Company en California. Aproximadamente 1000 de los 6000 trabajadores de color eran mujeres negras. La quemadora Anna Bland aparece trabajando en el barco en una fotografía de 1943.

Training Within Industry - TWI es un programa de desarrollo para mandos intermedios,  cuyo objetivo es elevar su preparación para que puedan desempeñar eficazmente las tareas  de supervisión en planta. Los cursos TWI desarrollan la habilidad de instruir, la habilidad para establecer unas buenas relaciones con los trabajadores y la habilidad de mejora de métodos. TWI está en la base de Lean manufacturing.

## Historia
El Programa Training Within Industry fue desarrollado en los Estados Unidos durante la II Guerra Mundial. Fue impulsado por el gobierno federal para dar respuesta a las necesidades del ejército, que  se habían incrementado enormemente. La industria se veía obligada a incrementar la producción, al mismo tiempo que perdía a los trabajadores con experiencia que fueron llamados a filas. En aquella situación las empresas se vieron obligadas a contratar personal no cualificado, jóvenes y mujeres, que nunca antes habían trabajados en la industria. Fue el momento de la incorporación masiva de mujeres en la industria estadounidense.  Para el desarrollo del Programa el gobierno estadounidense contrató a expertos que provenían de la industria y conocían sus necesidades de primera mano. Dichos expertos trabajaron para crear el Programa Training Within Industry (Entrenamiento en la Industria), con el objetivo de desarrollar lo antes posible los nuevos mandos intermedios, para que pudieran contribuir en el aumento de la productividad y así hacer frente a las necesidades urgentes causadas por la guerra.
Después de la guerra el programa se dejó de usar en los Estados Unidos. Una de las posibles razones es que la necesidad inmediata desapareció, ya que los trabajadores cualificados volvieron a sus puestos. Los expertos también comentan que TWI fue visto como una práctica para los tiempos de guerra y no como una práctica industrial permanente.
En los años 50 TWI fue introducido en Japón por los expertos estadounidenses, con el objetivo de ayudar en la reconstrucción de la industria japonesa. Toyota adoptó TWI en 1951. El Programa TWI fue, junto con las ideas de William Edwards Deming , una de las bases para el futuro Toyota Production System. TWI tuvo una influencia directa en el desarrollo del Trabajo Estandarizado (Standard Work) y de la mejora continua Kaizen en Toyota. La Instrucción del Trabajo de TWI fue el método usado en NUMMI, la primera planta conjunta de Toyota y General Motors en EE. UU., para formar a los trabajadores, según explicó John Shook, el actual presidente de Lean Institute, en su presentación en el primer TWI Summit en el 2007 en Orlando, Estados Unidos.

## Estructura del Programa TWI
El Programa TWI desarrolla 3 habilidades, en 3 cursos destinados a mandos intermedios, team leaders o cualquier persona que en algún momento supervise el trabajo de otros.
- Habilidad de Instrucción – curso de Instrucción del Trabajo: IT - (Job Instruction)
- Habilidad para establecer unas buenas relaciones con los trabajadores – curso de Relaciones de Trabajo: RT - (Job Relations)
- Habilidad de Mejora de Métodos – curso de Métodos de Trabajo: MT - (Job Methods)

### Instrucción del Trabajo: IT – (Job Instruction)
Instrucción del Trabajo es un curso de 10 horas que enseña a los participantes a formar siguiendo un método estructurado, para que los trabajadores aprendan rápidamente como hacer el trabajo correctamente, con seguridad y concienzudamente.
La formación en las tareas del puesto, según el método de Instrucción del Trabajo, permite:
- Reducir el desperdicio, los rechazos y los retrabajos (mejora de calidad)
- Reducir los daños a la maquinaria y a las herramientas
- Reducir los accidentes de trabajo
- Agilizar las incorporaciones de los trabajadores nuevos
- Conseguir que los trabajadores hagan el trabajo de la misma forma – estandarizar
- Facilitar la movilidad entre puestos (polivalencia)

La aplicación del método TWI IT ayuda a eliminar las consecuencias de la formación deficiente y  los frecuentes errores en la formación.

### Relaciones de Trabajo: RT – (Job Relations)
Relaciones de Trabajo es un curso de 10 horas que enseña a los participantes a resolver los problemas en planta relacionados con las personas. El método ayuda a construir unas relaciones positivas con y entre los trabajadores.
Los participantes aprenden:
- Las bases para las buenas relaciones en el trabajo
- Ganarse la lealtad y la cooperación de los trabajadores
- Prevenir los conflictos
- Un método eficaz para solucionar problemas (recopilar los hechos, sopesarlos, tomar decisiones, actuar  y comprobar resultados).

### Métodos de Trabajo: MT – (Job Methods)
Métodos de Trabajo es un curso de 10 horas que enseña a los participantes a mejorar los métodos haciendo un mejor uso de los recursos humanos, la maquinaria y los materiales disponibles, para fabricar más productos, de mejor calidad y en menos tiempo.
Los participantes aprenden a:
- Dividir el trabajo en operaciones
- Cuestionar cada detalle de forma sistemática para generar ideas de mejora
- Presentar sus propuestas de mejora de manera concisa y clara a la dirección

El método ayuda en la mejora de métodos con la implicación de los trabajadores de planta, contando con sus conocimientos y su experiencia.

### Programas adicionales
Seguridad en el Trabajo: ST – (Job Safety)
Seguridad en el Trabajo es un curso de 10 horas que enseña a los participantes un método para analizar la cadena de eventos que conducen a los accidentes y situaciones peligrosas, permitiendo su prevención. Este programa actúa de forma complementaria a los conocimientos y responsabilidades en materia de Seguridad. Los participantes aprenden:
- Un enfoque proactivo en la detección de riesgos
- A buscar y eliminar las causas de los accidentes antes de que éstos ocurran
- A establecer y mantener una cultura efectiva para la prevención de riesgos

El método capacita a los mandos para que involucren a los trabajadores de planta en la detección de riesgos, compartiendo experiencias para facilitar el aprendizaje.
Resolución de Problemas: RP – (Problem Solving)
Resolución de Problemas es un curso de 10 horas que enseña a los participantes un método para resolver los problemas a los que se enfrentan cada día en sus puestos de trabajo. El programa de Resolución de Problemas integra con este propósito en un solo plan los métodos contrastados de los tres módulos principales de TWI.  Los participantes aprenden a:
- Resolver los problemas basándose en el proceso de los 4 pasos de Resolución de Problemas
- Analizar e identificar las causas raíz de los problemas
- Utilizar las habilidades de Instrucción del Trabajo, Relaciones de Trabajo y Mejora de Métodos para resolver los problemas

El método ayuda a encontrar soluciones para los problemas diarios, a priorizar y realizar las acciones correctoras, y a comprobar y evaluar los resultados.

## TWI en España
Hacia 1963 el Servicio Nacional de Productividad Industrial del Ministerio de Industria convocó un Concurso para formar Instructores en Formación de Mandos Intermedios. Se trataba de la adaptación a España del Programa TWI americano (Training within Industry). En la actualidad numerosas empresas han implantado TWI en sus plantas españolas. Desde el año 2007 el Instituto TWI, con sede en Barcelona, está desarrollando proyectos en la península ibérica, implantando TWI en empresas industriales o de servicios.